# Richard Reynolds (martyr)
Pour les articles homonymes, voir Richard Reynolds et Reynolds.
Richard Reynolds, O.Ss.S, né vers 1492 et mort le 4 mai 1535, est un moine anglais brigittin, exécuté à Londres pour avoir refusé de prêter le serment de suprématie au roi Henri VIII. Il est canonisé par le pape Paul VI en 1970 parmi les quarante martyrs d'Angleterre et du pays de Galles.
Il est fêté le 25 octobre avec l'ensemble des quarante martyrs, et le 4 mai avec quelques-uns.

## Biographie
Richard Reynolds est un moine brigittin de l'abbaye de Syon (en), fondée à Twickenham par le roi Henri V. Né dans le comté de Devon en 1492, il fait ses études au collège Corpus Christi de Cambridge, et rejoint l'abbaye en 1513. Le cardinal Pole aurait déclaré que Reynolds était le seul moine anglais connaissant bien le latin, le grec et l'hébreu.  
Il est arrêté et emprisonné à la tour de Londres vers le milieu du mois d'avril 1535, avec les prieurs chartreux John Houghton, Robert Lawrence et Augustin Webster (un moine de la chartreuse de Sheen aujourd'hui Richmond). Tous les quatre ont été jugés pour avoir renié la suprématie royale. 
L'accusation supplémentaire d'avoir tenté de dissuader les gens de se soumettre à l'autorité du roi pesait contre Reynolds. Un témoin a affirmé qu'il avait déclaré que la « princesse douairière » (la reine Catherine) était la vraie reine d'Angleterre. Reynolds a nié avoir émis une quelconque critique à l'encontre du roi, sauf en confession, lorsqu'il y fut contraint. La pratique consistant à suborner les pénitents pour qu'ils accusent leurs confesseurs était en vogue à l'époque.  
Tous les quatre sont pendus, traînés sur une claie jusqu'à la potence et mis en quart (Hanged, drawn and quartered) le 4 mai 1535 à Tyburn, aujourd'hui à Londres. Puis ils furent découpés en morceaux et suspendus dans différents endroits de la capitale, y compris au portail de l'abbaye de Syon. Il n'y a aucune relique connue de lui. 

## Vénération
Richard Reynolds a été béatifié en 1886 par le pape Léon XII, et canonisé par Paul VI comme l'un des quarante martyrs d'Angleterre et du pays de Galles, le 25 octobre 1970. Sa fête est le 4 mai.   